# Дерман, Абрам Борисович
Абрам Борисович (Бе́ркович) Дерман (2 [14] ноября 1880, Лисичанск, Екатеринославская губерния — 3 августа 1952, Москва) — русский писатель, критик, редактор, историк литературы и театра.

## Биография
Родился 2 (14) ноября 1880 года в Лисичанске, Бахмутского уезда Екатеринославской губернии. Учился в Горном училище С. С. Полякова (Горловка). Был штейгером на шахтах. Лечился от туберкулёза за границей.
Литературную деятельность начал в 1903 году. В это же время познакомился с В. Г. Короленко, который давал начинающему писателю советы и переписка с которым продолжалась  вплоть до смерти Короленко. В 1907 году работал в газете «Полтавщина», после закрытия которой был выслан из Полтавы и до начала 1920-х годов жил в Симферополе. Работал в газете «Южные ведомости» и журналах «Русское богатство», «Заветы» и других периодических изданиях. В 1918 году сдал экстерном экзамен по юридическому факультету Московского университета.
Увлёкся идеями Н. К. Михайловского и В. Г. Короленко.
Первый рассказ при содействии и с поправками Короленко был опубликован в «Русском богатстве» в 1903 году. Печатался в «Полтавщине», «Русском богатстве», «Мире Божьем», «Русской мысли», «Современнике», «Заветах» и других. Известны его работы о Чехове и Малом театре. С 1920 года — действительный член Таврической учёной архивной комиссии. А. Б. Дерман и А. П. Лурия были ответственными редакторами ежедневной газеты «Южные ведомости» — органa Таврической губернской земской управы.
Умер 3 августа 1952 года. Похоронен на Ваганьковском кладбище (уч. 37).

## Семья
- Жена — Надежда Фёдоровна Петрушевская[2][5], выпускница физико-математического отделения Высших женских курсов  по химическому разряду (1899), помощница библиотекаря в библиотеке Высших женских курсов (1902—1906)[6], дочь физика Ф. Ф. Петрушевского. 
  - Сын — Борис Абрамович Петрушевский (1908—1986), советский геолог, доктор геолого-минералогических наук, работал в ГИН и ВИМС.